# المرار بن منقذ
المرّار بن مُنقذ شاعر عربي من الشعراء الإسلاميين، من بني العدوية أو بلعدوية نسبةً إلى أمهم العُليا الحرام بنت خزيمة بن تميم بن الدؤل بن جل من بني عَدي بن عبد مناة من  مضر، وقد كان المرّار معاصراً لجرير، ويذكر البعض أن الهِجاء استعر بينهما.

## نسبه
هو مرار بن منقذ بن عبد بن عمرو بن صدي بن مالك بن حنظلة بن مالك بن زيد مناة بن تميم بن مر التميمي.

## من شعره
أورد له صاحب  المفضليات قصيدة نونية يردّ فيها على امرأة عيرته بقلة ماله وإبله، فافتخر بهذه القصيدة بأشجاره من النخيل وأجاد وصفها، ومن قصيدته: